# Кро-де-Жеоран
Кро-де-Жеора́н (фр. Cros-de-Géorand, окс. Cros de Géorand) — коммуна во Франции, находится в регионе Рона — Альпы. Департамент коммуны — Ардеш. Входит в состав кантона Монпеза-су-Бозон. Округ коммуны — Ларжантьер.
Код INSEE коммуны — 07075.

## Население
Население коммуны на 2008 год составляло 180 человек.
| 1962 | 1968 | 1975 | 1982 | 1990 | 1999 | 2008 |
| ---- | ---- | ---- | ---- | ---- | ---- | ---- |
| 327  | 436  | 348  | 303  | 268  | 205  | 180  |

## Экономика
В 2007 году среди 108 человек в трудоспособном возрасте (15—64 лет) 70 были экономически активными, 38 — неактивными (показатель активности — 64,8 %, в 1999 году было 66,7 %). Из 70 активных работали 68 человек (47 мужчин и 21 женщина), безработных было 2 (1 мужчина и 1 женщина). Среди 38 неактивных 9 человек были учениками или студентами, 15 — пенсионерами, 14 были неактивными по другим причинам.